# Urometopus nemorum
Urometopus nemorum — вид долгоносиков-скосарей из подсемейства Entiminae.

## Описание
Жук длиной 3—3,5 мм. Переднеспинка блестящая, в довольно редких точках, промежутки между которыми обычно не меньше самих точек. Головотрубка с резко припобнятой в передней части спинкой, валики над усиковыми ямками назад сближены, почти килевидные и достигает лба, который между глазами явственно вдавлен.